# Synixais
Synixais is een kevergeslacht uit de familie van de boktorren (Cerambycidae). De wetenschappelijke naam van het geslacht werd voor het eerst geldig gepubliceerd in 1911 door Aurivillius.

## Soorten
Synixais omvat de volgende soorten:
- Synixais argentea Breuning, 1961
- Synixais banksi Breuning, 1938
- Synixais fuscomaculata Aurivillius, 1911
- Synixais notaticollis Breuning, 1965
- Synixais strandi Breuning, 1940
- Synixais sumatrensis Breuning, 1982